# Micrixalus elegans
Micrixalus elegans es una especie  de anfibios de la familia Micrixalidae.

## Distribución geográfica
Se encuentra en la India.

## Estado de conservación
Se encuentra amenazada de extinción por la pérdida de su hábitat natural.